# Virbia birchi
Virbia birchi är en fjärilsart som beskrevs av Druce 1911. Virbia birchi ingår i släktet Virbia och familjen björnspinnare. Inga underarter finns listade i Catalogue of Life.